# Calliostoma gubbiolii
Calliostoma gubbiolii é uma espécie de molusco pertencente à família Calliostomatidae.
A autoridade científica da espécie é Nofroni, tendo sido descrita no ano de 1984.
Trata-se de uma espécie presente no território português, incluindo a zona económica exclusiva.